# Daughter (пісня Pearl Jam)
«Daughter» — пісня американського рок-гурту Pearl Jam, другий сингл з альбому Vs. (1993).

## Історія створення
Музиканти Pearl Jam створили пісню під час концертного турне навесні 1992 року. Стоун Ґоссард створив риф на акустичній гітарі в відкритому ладі, а Едді Веддер написав перші рядки, що розповідали про сімейну драму. Вперше композицію було виконано на благодійному концерті Bridge School Benefit 1 листопада 1992 року. Текст ще не було повністю закінчено, тому Едді Веддер пропускав частини пісні. До того ж на той час вона називалась «Brother» (укр. Брат), так само як інша пісня з репертуару Pearl Jam, що не потрапила до дебютного альбому Ten.
Під час запису другого альбому Vs. назву пісні змінили на «Daughter» (укр. Донька). Її текст також трохи змінився: вона була присвячена дівчині, яка страждає від розладів навчання, але її батьки цього не розуміють і вважають поганою поведінкою. Pearl Jam торкались тем проблемного дитинства і раніше, зокрема, в піснях «Alive» та «Jeremy». Аранжування композиції відрізнялось від того, як її грали до цього на концертах: Стоун Ґоссард грав на акустичній гітарі, Джеф Амент — на контрабасі, а Дейв Абруццезе на спрощеній ударній установці з бас-бочкою, малим барабаном та одним томом. Легше, ніж зазвичай, звучання зробило цю пісню схожою з баладою «Black» з попереднього альбому, та двома іншими з нової платівки — «Indifference» та «Elderly Woman Behind the Counter in a Small Town».

## Вихід пісні
«Daughter» увійшла до другого альбому Pearl Jam Vs., який вийшов 19 жовтня 1993 року. Першим синглом з альбому стала пісня «Go», а другим було обрано саме «Daughter». 2 листопада 1993 роки комерційний сингл вийшов за межами Америки. Через це він не потрапив до основного американського пісенного чарту Billboard Hot 100, проте очолив хіт-паради Alternative Rock та Mainstream Rock.
В 1993 році «Daughter» принесла Pearl Jam номінацію на «Ґреммі» в категорії «Найкраще рок-виконання гуртом чи дуетом», врешті решт програвши Aerosmith з піснею «Crazy».

## Історичне значення
«Daughter» стала однією з найпопулярніших композицій Pearl Jam, увійшовши до десятки пісень, найчастіше виконуваних на концертах — гурт зіграв її понад 500 разів. На сайтах The Guardian, American Writer та Kerrang! її занесли до списку кращих пісень Pearl Jam.
У 2011 році в документальному фільмі Pearl Jam Twenty було опубліковано історичні кадри, зняті 1992 року, на яких Стоун Ґоссард та Едді Веддер пишуть цю пісню в гастрольному автобусі.
Кавер-версії «Daughter» виконували багато відомих рок-виконавців, зокрема Джек Вайт з White Stripes, та Ненсі Вілсон з Heart. Вілсон включила її до свого сольного альбому You and Me (2021) та випустила на неї відеокліп; ця версія також потрапила до саундтреку серіалу Netflix I Am All Girls.

## Довідкові дані

### Список пісень
Компакт-диск (США, Австралія, Австрія, Євпропа, Велика Британія), 3-дюймовий компакт-диск (Японія), 12-дюймовий вініл (Велика Британія), та касета (Австралія)
1. «Daughter» – 3:54
2. «Blood» (live) – 3:34
3. «Yellow Ledbetter» (live) – 5:16

Компакт-диск (Австрія та Нідерланди), 7-дюймовий вініл (Нідерланди та Велика Британія) та касета (Велика Британія)
1. «Daughter» – 3:54
2. «Blood» (live) – 3:34

7-дюймовий вініл (Філіппіни)
1. «Daughter» – 3:53
2. «Animal» – 2:46

### Місця в хіт-парадах
| Хіт-парад (1993—1994)                     | Найвища позиція |
| ----------------------------------------- | --------------- |
| Австралія (ARIA)                          | 18              |
| Бельгія (Ultratop Flanders)               | 39              |
| Canada Top Singles (RPM)                  | 16              |
| Europe (Eurochart Hot 100)                | 42              |
| Ірландія (IRMA)                           | 4               |
| Нідерланди (Mega Single Top 100)          | 46              |
| Нова Зеландія (RIANZ)                     | 11              |
| Велика Британія (Official Charts Company) | 18              |
| США (Hot 100 Airplay) (Billboard)         | 33              |
| США (Alternative Songs) (Billboard)       | 1               |
| США (Mainstream Rock) (Billboard)         | 1               |
| США (Mainstream Top 40) (Billboard)       | 28              |

| Хіт-парад (1996)        | Найвища позиція |
| ----------------------- | --------------- |
| США (Billboard Hot 100) | 97              |